# Вогт, Нильс Коллетт
Нильс Коллетт Вогт (норв. Nils Collett Vogt; 24 сентября 1864, Осло — 23 декабря 1937, Осло) — норвежский писатель и поэт неоромантического направления.

## Жизнь и творчество
Родился в семье инженера Йенса Теодора Вогта и его супруги Иоганны Коллетт. Будущий писатель нетерпимо относился к консервативной атмосфере, царившей в семье, и был отправлен для обучения в Соборную школу в Хамар. Здесь он познакомился с будущим писателем Трюгве Андерсеном, ставшим единомышленником и другом Вогта. В 1884—1887 годах учился на юридическом факультете, после этого работал журналистом. Много путешествовал, посетил Данию и Италию, подолгу жил во Франции и на Сицилии.
Сочинения Н. К. Вогта социально направлены, в них он критикует современное ему буржуазное, консервативное общество. Как сочинитель он известен в первую очередь своими стихотворениями, однако писал также романы, пьесы, рабочие песни и др.

## Избранные сочинения

### Сборники стихотворений
- Digte (1887)
- Fra Vaar till Høst (1894)
- Det dyre brød (1900)
- Vers fra Kristiania (1904)
- Hjemkomst (1917)
- Ned fra bjerget (1924)

### Романы
- Harriet Blich (1902)
- Fra gutt til mann (1932)
- Oplevelser (1934)

### Драматические произведения
- Moren (1913)
- Therese (1914)